# Hemigasteraceae
Hemigasteraceae är en familj av svampar. Hemigasteraceae ingår i ordningen Agaricales, klassen Agaricomycetes, divisionen basidiesvampar och riket svampar.
|                 | Schizophyllaceae             |
|                 |                              |
|                 | Pterulaceae                  |
|                 |                              |
|                 | Psathyrellaceae              |
|                 |                              |
|                 | Pluteaceae                   |
|                 |                              |
|                 | Pleurotaceae                 |
|                 |                              |
|                 | Physalacriaceae              |
|                 |                              |
|                 | Phelloriniaceae              |
|                 |                              |
|                 | Niaceae                      |
|                 |                              |
|                 | Mycenaceae                   |
|                 |                              |
|                 | Marasmiaceae                 |
|                 |                              |
|                 | Lyophyllaceae                |
|                 |                              |
|                 | Inocybaceae                  |
|                 |                              |
|                 | Hygrophoraceae               |
|                 |                              |
|                 | Hydnangiaceae                |
|                 |                              |
| Hemigasteraceae | \| \| Hemigaster \| \| \| \| |
|                 | \| \| Hemigaster \| \| \| \| |
|                 | Gigaspermaceae               |
|                 |                              |
|                 | Fistulinaceae                |
|                 |                              |
|                 | Entolomataceae               |
|                 |                              |
|                 | Cyphellaceae                 |
|                 |                              |
|                 | Cortinariaceae               |
|                 |                              |
|                 | Clavariaceae                 |
|                 |                              |
|                 | Broomeiaceae                 |
|                 |                              |
|                 | Bolbitiaceae                 |
|                 |                              |
|                 | Amanitaceae                  |
|                 |                              |
|                 | Agaricaceae                  |
|                 |                              |
|                 | Strophariaceae               |
|                 |                              |
|                 | Tricholomataceae             |
|                 |                              |
|                 | Typhulaceae                  |
|                 |                              |
|                 | Setchelliogaster             |
|                 |                              |
|                 | Panaeolus                    |
|                 |                              |
|                 | Amogaster                    |
|                 |                              |
|                 | Brunneocorticium             |
|                 |                              |
|                 | Cribrospora                  |
|                 |                              |
|                 | Plicatura                    |
|                 |                              |
|                 | Stemastrum                   |
|                 |                              |
|                 | Cheilophlebium               |
|                 |                              |
|                 | Plicaturopsis                |
|                 |                              |
|                 | Phlebophyllum                |
|                 |                              |
|                 | Mesophelliopsis              |
|                 |                              |
|                 | Sedecula                     |
|                 |                              |
|                 | Gramincola                   |
|                 |                              |
|                 | Mycospongia                  |
|                 |                              |
|                 | Panaeolina                   |
|                 |                              |
|                 | Cycloderma                   |
|                 |                              |
|                 | Polygaster                   |
|                 |                              |
|                 | Acinophora                   |
|                 |                              |
|                 | Stylobates                   |
|                 |                              |
|                 | Disporotrichum               |
|                 |                              |
|                 | Hemigaster                   |
|                 |                              |

|  | Hemigaster |
|  |            |